# 10 Tevet
10 Tevet, in het Hebreeuws Asara BeTevet of Asara BeTeves, is een joodse vastendag waarop wordt herdacht dat de Babyloniërs onder leiding van Nebuchadnezar de muren van Jeruzalem omsingelden, wat tot de vernietiging van de eerste joodse Tempel leidde.
Van het ochtendgloren totdat in de avond de volledige duisternis ingevallen is, wordt er op 10 Tevet niets gegeten of gedronken. Charedische joden, die zich niet houden aan de gedenkdag aan de sjoa die is ingericht is door de staat Israël, herdenken op deze dag vaak ook de Holocaust.
De dag is gerelateerd aan 17 Tammoez, de dag waarop de stadsmuren doorbroken werden, en Tisja Beav (9 av), de dag waarop de Tempel van Salomo in brand werd gezet. Dit alles vond plaats in –586.